# Campionato di football americano della Russia 2019
Il Campionato di football americano della Russia 2019 è - nonostante il nome - un torneo di football americano comprendente esclusivamente squadre della zona degli Urali e del Volga.
Le squadre della zona occidentale non hanno partecipato al torneo, ad eccezione dei Moscow Patriots che si sono pertanto qualificati automaticamente per la finale.

## Squadre partecipanti
| Club                         | Città        | Stadio | Sponsor ufficiale | Risultato nella stagione 2018 |
| ---------------------------- | ------------ | ------ | ----------------- | ----------------------------- |
| Moscow Patriots              | Mosca        |        |                   |                               |
| Perm Steel Tigers            | Perm'        |        |                   |                               |
| Samara Stormbringers         | Samara       |        |                   |                               |
| Ekaterinburg Ural Lightnings | Ekaterinburg |        |                   |                               |
| Chelyabinsk Tanks            | Čeljabinsk   |        |                   |                               |

## Stagione regolare

### Calendario

#### 1ª giornata
| Perm' 25 maggio 2019 | Perm Steel Tigers | 38 – 6 (14-0 10-0 14-0 0-6) referto | Ekaterinburg Ural Lightnings |  |

#### 2ª giornata
| Čeljabinsk 8 giugno 2019 | Chelyabinsk Tanks | 0 – 28 (0-0 0-14 0-14 0-0) referto | Ekaterinburg Ural Lightnings |  |

#### 3ª giornata
| Čeljabinsk 22 giugno 2019 | Chelyabinsk Tanks | 0 – 36 referto | Samara Stormbringers |  |

#### 4ª giornata
| Samara 6 luglio 2019 | Samara Stormbringers | 29 – 35 (d.t.s.) (6-6 0-8 15-9 8-6 0-6) referto | Perm Steel Tigers | SK Lokomotiv |

#### 5ª giornata
| Ekaterinburg 20 luglio 2019 | Ekaterinburg Ural Lightnings | 20 – 6 (0-0 8-0 6-0 6-6) referto | Samara Stormbringers |  |

#### 6ª giornata
| Perm' 27 luglio 2019 | Perm Steel Tigers | 21 – 0 (a tavolino) referto | Chelyabinsk Tanks |  |

### Classifica
La classifica della regular season è la seguente.
- PCT = percentuale di vittorie, G = partite giocate, V = partite vinte,  P = partite perse, PF = punti fatti, PS = punti subiti

| Pos. | Squadra                      | PCT   | G | V | N | P | PF | PS |
| ---- | ---------------------------- | ----- | - | - | - | - | -- | -- |
| 1    | Perm Steel Tigers            | 1.000 | 3 | 3 | 0 | 0 | 94 | 35 |
| 2    | Ekaterinburg Ural Lightnings | .667  | 3 | 2 | 0 | 1 | 54 | 44 |
| 3    | Samara Stormbringers         | .333  | 3 | 1 | 0 | 2 | 71 | 55 |
| 4    | Chelyabinsk Tanks            | .000  | 3 | 0 | 0 | 3 | 0  | 85 |

## Finale
| Zelenograd 17 agosto 2019 | Moscow Patriots | 13 – 0 (0-0 6-0 0-0 7-0) | Perm Steel Tigers | Stadio del Rugby |

## Verdetti
- Moscow Patriots Vincitori del Campionato russo 2019